# Ustronie (Radom)

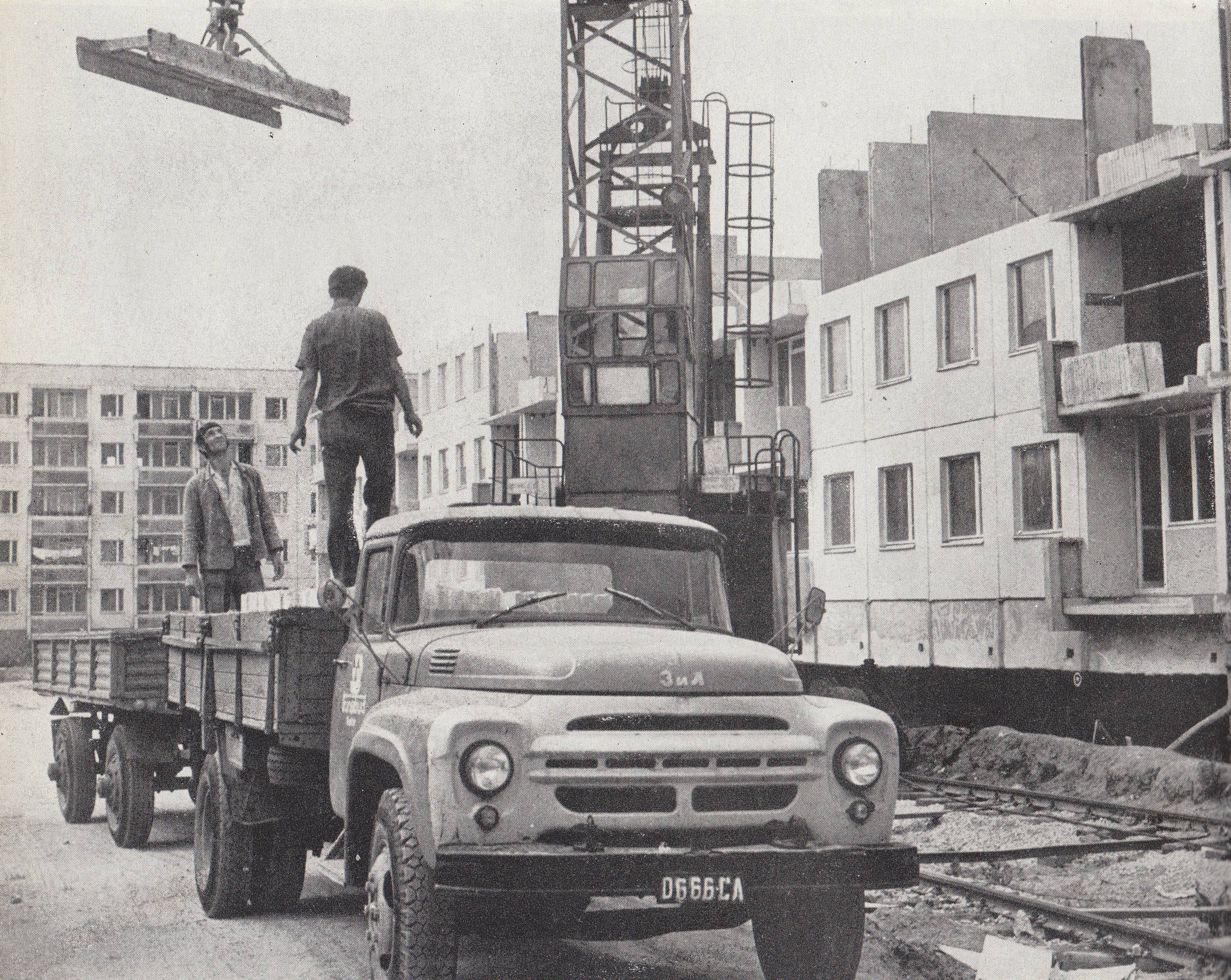
Budowa osiedla Ustronie

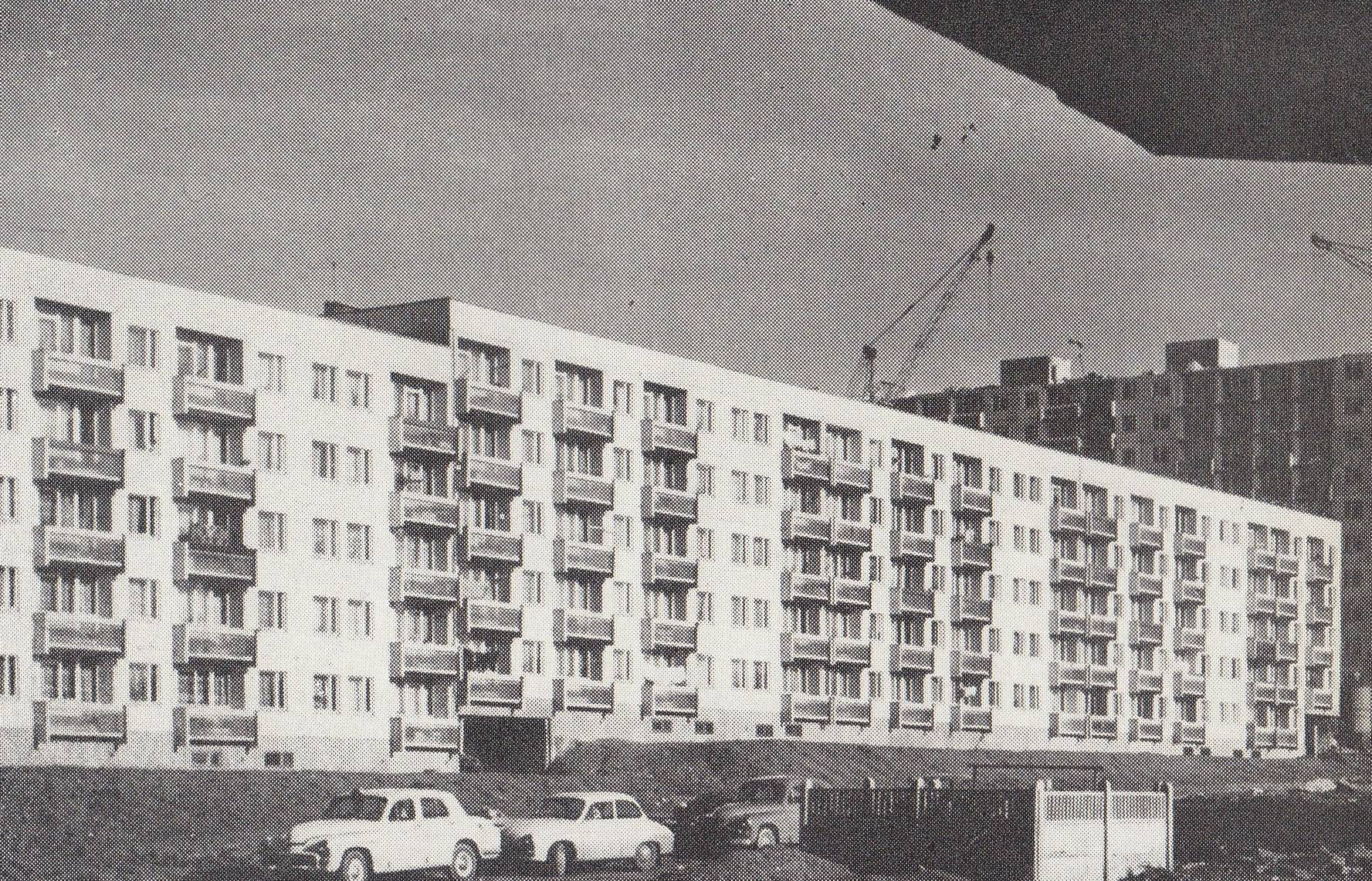
Osiedle Ustronie

Ustronie – dzielnica Radomia, zlokalizowana po południowej stronie linii kolejowej, dawniej wieś. Przyłączona do miasta w 1916 r.
Jest owocem trwających pod koniec lat 60. rozważań nad stworzeniem – nie jak dotąd pojedynczego osiedla – ale zwartej, samowystarczalnej dzielnicy składającej się z zespołu osiedli mieszkaniowych wraz z kompleksową infrastrukturą.
Komunikację autobusową dla tej dzielnicy zapewniają linie nr: 3, 4, 6, 9, 11, 19, 21, 23 oraz 25. Między jednostkami A i B przebiega dolinka Strumienia Południowego.

## Budowa
Projektowaniem osiedla zajął się Centroprojekt z Warszawy. Realizację projektu przeprowadzono w nowatorskiej wówczas technologii W70 – Ustronie stało się pierwszym w Polsce nowoczesnym osiedlem "wielkopłytowym". W przypadku pierwszych trzech osiedli – jednostek (A w rejonie ulicy Śląskiej, B w okolicach ulicy Sandomierskiej i C - ulica Osiedlowa) trzymano się pierwotnej, dość ambitnej, ale i kosztownej koncepcji zakładającej rozdzielenie ruchu pieszego i kołowego na różnych poziomach. Uwzględniono zasadę rozdziału ruchu pieszego od kołowego w segregacji pionowej (poziom dolny – zaopatrzenie, garaże, parkingi; poziom górny – usługi, ciągi piesze). Realizacji takiej zaniechano w dalszym fragmencie na skutek złej koordynacji zadań inwestycyjnych (braki w realizacji uzbrojenia i układu komunikacyjnego). Był to projekt architekta Bohdana Jezierskiego. W centrum każdej jednostki jest ośrodek handlowo-usługowy, na obrzeżach pasy zieleni. Przy realizacji kolejnych jednostek (P - Prędocinek, M - Młodzianów, projektu Kornela Drzewińskiego) zrezygnowano z ambitnych manewrów planistycznych i wybudowano prosty, ustawiony w kilku szeregach zespół 5-kondygnacyjnych bloków wzbogaconych jedynie na południowym skraju 4 akcentami wysokościowymi. Zarzucono bezkolizyjne rozwiązania komunikacyjne, odsunięto na lata 80. budowę infrastruktury towarzyszącej (przychodnia, przedszkole), zrezygnowano z dużych obiektów handlowych i zarzucono plan budowy trasy południowoobwodowej.
W trakcie budowania Ustronia był jeden inwestor (RSM) i jeden wykonawca (Radomskie Przedsiębiorstwo Budownictwa Miejskiego). Choć pierwszy blok na Ustroniu został zasiedlony w 1972 r., to dopiero 5 lat później powstała spółdzielnia mieszkaniowa o tej samej nazwie. Koncepcja realizacji (Bohdan Jezierski – Biuro Projektów Typowych i Studiów Budownictwa Miejskiego w Warszawie) poprzedzona była opracowaniem dwóch wersji planu szczegółowego, za co architekt otrzymał nagrodę Centralnego Związku Spółdzielczości Mieszkaniowej.
Na terenie 65 ha przeznaczonego dla 26 600 mieszkańców stworzono 386 000 m² mieszkań i 104 000 m² usług. 

## Ośrodki
Dzielnica posiada sieć placówek szkolnictwa podstawowego, licealnego, dwie wyższe uczelnie, kościoły, kluby kultury, biblioteki, ośrodki zdrowia oraz tereny rekreacyjne. Umuzykalnione dzieci mogą pobierać naukę w czterech ogniskach muzycznych. Za bezpieczeństwo mieszkańców dzielnicy odpowiedzialna jest Komenda Miejskiej Policji w Radomiu, w ramach której działa Komisariat II Policji mieszczący się przy ul. Radomskiego. 

## Ośrodki handlowe
Przy ulicy Śląskiej znajduje się targowisko oraz hala Feniks. Przy alei Józefa Grzecznarowskiego mieści się drugie co do wielkości centrum handlowe w Radomiu - M1, w którym prócz supermarketu Auchan, sklepów, saloników prasowych i księgarni znajduje się poczta, punkty dwóch banków i operatorów sieci komórkowych dostępnych w Polsce, a w miesiącach letnich na parking przed M1 pojawiają się atrakcje dla dzieci, np. gokarty lub wesołe miasteczko. Za centrum handlowym M1 znajduje się druga hala targowa Feniks. Przy ulicy Gagarina znajduje się Carrefour Express, a przy ul. Sandomierskiej Netto i Lewiatan. Na Ustroniu powstała też pierwsza w mieście pizzeria Qba - dziś La Spezia. Lokal oddany został gruntownej przebudowie. Przy stacji benzynowej przy ulicy Jana Pawła II mieści się druga na osiedlu pizzeria Alternatywa.